# Сцинк східний
Сцинк східний (Scincus mitranus) — вид ящірок родини Сцинкові.

## Поширення
Цей вид зустрічається у Саудівській Аравії, Ємені, Омані, Об'єднаних Арабських Еміратів, Катарі і Кувейті.

## Опис
Сцинк східний становить близько 20 см завдовжки і має оранжево-коричневе забарвлення спини і ніг і біле черево. З боків є невеликі поздовжні смугою або кілька плям. Цей вид має короткі ноги і надзвичайно короткий хвіст.

## Спосіб життя
Мешкає на сухих і теплих відкритих місцинах, у піщаних пустелях або преріях. Сцинк може швидко зариватися у пісок, коли загрожує небезпека. Раціон складається з членистоногих, особливо багатоніжок і жуків.